# Vanadis violacea
Vanadis violacea är en ringmaskart som beskrevs av Carl Apstein 1893. Vanadis violacea ingår i släktet Vanadis och familjen Alciopidae. Inga underarter finns listade i Catalogue of Life.